# Fundación Rafael del Pino
Fundación Rafael del Pino es una fundación creada en el año 2000 por el empresario español Rafael del Pino para impulsar la formación y el liderazgo en el ámbito profesional y del emprendimiento.

## Historia
En el año 2000 el empresario Rafael del Pino y Moreno dejó la presidencia del Grupo Ferrovial, empresa que creó en 1952. Del Pino fundó en el año 2000 la Fundación Rafael del Pino con el objetivo de contribuir a que el conocimiento heredado, junto con el valor añadido, se transmita a las generaciones siguientes en un contexto de libertad.
“Todos tenemos una gran tarea por delante: la de contribuir a que el conocimiento heredado de otros, junto con nuestro particular valor añadido, siga transmitiéndose a las siguientes generaciones en libertad. Todo ello desde el servicio a los demás y mediante nuestra entrega, nuestro esfuerzo y nuestro sacrificio. Y si aplicamos así nuestro conocimiento a mejorar el bienestar de más gente, habremos cumplido con nuestro deber y habremos contribuido un poco a facilitar la convivencia de los habitantes de la Tierra“. (Rafael del Pino)
El 4 de noviembre de 1999 se registró como fundación en el Registro de Fundaciones, gestionado por el Protectorado de Fundaciones del Ministerio de Educación, Cultura y Deporte. En la inscripción de registro se expresan los objetivos: 
"Los objetivos son: la formación de los dirigentes; el impulso de la iniciativa individual y de los principios del libre mercado y la libertad de empresa; la contribución a la mejora de la salud y las condiciones de vida de los ciudadanos; y la promoción y conservación del Patrimonio Artístico y Cultural español." 
Rafael del Pino y Moreno creó la Fundación para impulsar el conocimiento aplicado en todos los sectores del saber, contribuyendo a formar ejecutivos españoles que desarrollen sus capacidades directivas con el objetivo de mejorar el bienestar de los ciudadanos. Se destacan los valores de la empresa como motores que vigorizan la sociedad al activar recursos que integran riqueza, bienestar y colaboración. Un entorno para propiciar liderazgo y emprendimiento en contextos que facilitan el desarrollo de las capacidades personales con libertad. Las actividades se desarrollan en torno a tres ejes, las becas para investigar, los programas formativos y las conferencias o encuentros divulgativos.
La Fundación promovió la rehabilitación del Pabellón en el Paseo de la Castellana de Madrid, realizada por el arquitecto Rafael de la Hoz, que se utiliza desde 2008 como Auditorio y pabellón de ampliación de oficinas Rafael del Pino.
La Asociación de Becarios Excelencia de la Fundación Rafael del Pino está presidida desde 2017 por Bernardo Navazo.

## Actividades
Las actividades de la Fundación en el ámbito formativo se desarrollan colaborando con Universidades mediante programas de becas así como con otras instituciones y organismos, como FEDEA o el Observatorio del Ciclo Económico en España El Programa de Becas para estudios de posgrado  en instituciones educativas y de investigación internacionales de todo el mundo ha concedido más de 232 becas, y considerando las prórrogas de estudios, suponen más 343 hasta su XV edición.
En los programas formativos en liderazgo participan más de 4.000 dirigentes anualmente. Los centros educativos son españoles e internacionales como la Universidad de Harvard, el Instituto de tecnología de Massachusetts (MIT), la Escuela de Economía de Londres, la Universidad de Georgia, entre otros.
La investigación y difusión del conocimiento se centra en los campos de la economía, empresa, patrimonio cultural y salud. Entre otros proyectos, destacar el desarrollado en el Hospital Universitario Puerta de Hierro de Madrid por el Doctor Vaquero para revertir las lesiones medulares y, el coordinado por el Doctor Coca-Prados para investigar sobre el glaucoma.
La Fundación también realiza actividades formativas en colegios, para la difusión del conocimiento en todas las generaciones. Los programas formativos, así como los divulgativos y conferencias se suman a los proyectos de investigación científica.
Otra de las actividades principales de la Fundación, es la de emisión de conferencias y encuentros en directo y en diferido con la participación de grandes personalidades de la política, economía y cultura nacional e internacional, como Joseph Stiglitz o Mauro F. Guillén, a través de su plataforma de Streaming.